# 電波望遠鏡

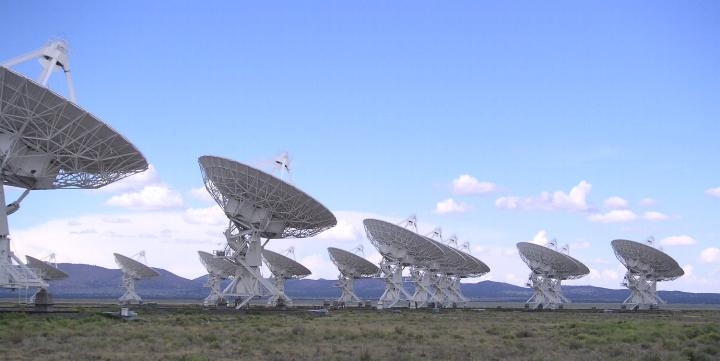
アメリカ合衆国ニューメキシコ州ソコロに並ぶ超大型干渉電波望遠鏡群。直径25mのパラボラアンテナを27台集積し、直径130mの電波望遠鏡として機能する。

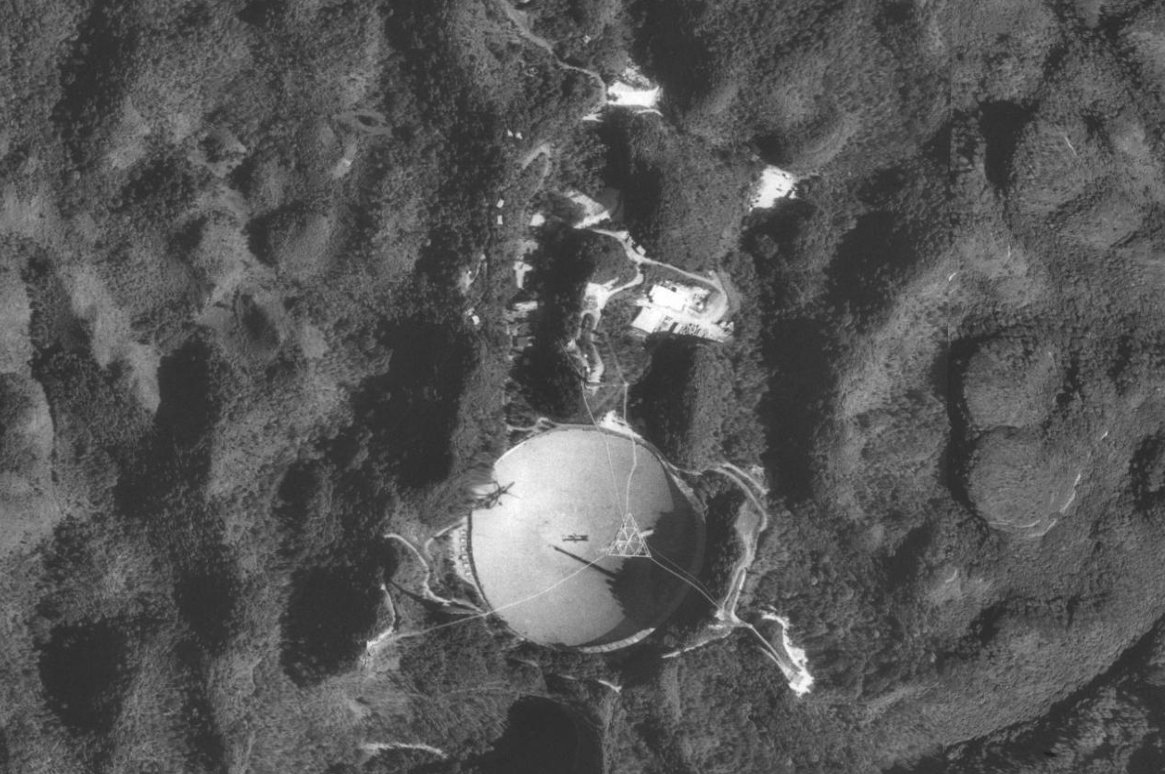
アレシボ電波望遠鏡は自然の窪地を利用した、305mの巨大球面アンテナを持つ。ただしアンテナの向きは変更できない（プエルトリコ、アレシボ）。

電波望遠鏡（でんぱぼうえんきょう、英: radio telescope）は、可視光線を集光して天体を観測する光学式の天体望遠鏡に対して、電波を収束させて天体を観測する装置の総称。これを専門に用いる電波天文学という分野がある。

## 概要
電波望遠鏡は、光学望遠鏡では観測できない波長の電磁波を広く観測することができる。可視光を放射しない星間ガス等を観測するのに有力である。

### 構造
電波望遠鏡は電波を受信する大型の回転放物面のアンテナ（パラボラアンテナ）と、電波を増幅・検出する受信機、データを解析・記録するコンピュータなどから構成されている。電波は可視光に比べて微弱で、また波長が長いために分解能が低いので、アンテナの口径は光学望遠鏡に比して数倍から数十倍もの巨大なものが主流である。小さなアンテナを多数配置し、開口合成アンテナ（干渉計）となっているタイプもある。
可視光線を集光する光学望遠鏡では、レンズを利用して光を屈折させて集光する方法（屈折望遠鏡）と反射鏡を利用して光を集光する方法（反射望遠鏡）が利用されている。それに対して電波は収束できるほど屈折させることは困難なため、電波望遠鏡では反射による方法だけが利用されている。アンテナの材質については、全ての金属は電波を反射するので、どのような金属でも反射鏡の素材になりうる。しかし、反射鏡の形状は回転放物面から波長の1/10程度以下のずれであることが必要である。そして電波望遠鏡は直径数十mにもなる大型のものが多いため、それ自身の重さで形が歪むことが無視できない。そこで反射鏡には歪みをなるべく減らすためにアルミニウムのような軽い金属が主に使用される。初期には構造体が木製のアンテナも製作されていた。
また、電磁波はその波長よりも小さい隙間が金属面にあいていても透過せず、反射される性質がある。これを利用して、複数の隙間のあるパネルを組み合わせて鏡面を構成したり、そのパネルに穴を開けたりすることでさらに軽量化を図ることが可能である。また、波長が長い電波を観測する場合には金網のような鏡面でも問題ない。

### 利点
水素をはじめとする温度の低い原子や分子の雲の場所を明らかにすることができる。水素でできた雲を観測することはとても重要であり、それは恒星の生まれるところであるからである。低温の水素雲は、通常の望遠鏡では見ることができない。それは、それらの雲が自らの光を出さず、外からくる光も反射しないので、画像に撮っても写らないためである。しかし低温の水素は波長が21cmの電波を放つため、それを検出できる電波望遠鏡を使用することで水素の雲を見つけ出すことができる。
次に、遠くの宇宙の様子を教えてくれる。目に見える光で観測する場合、私たちは塵の雲の向こう側を見ることができない、それは、目で見える光はとても短い波長を持つので、小さな塵の粒にも散らされてしまうためである。しかし、電波は塵の粒より長い波長を持っているため、この銀河系を横切るほど遠いところからくる電波でも、塵に隠されることなく地球に届くためである。
次に、目では暗く見える天体でも、電波望遠鏡では明るくとらえることができる。例えばブラックホールの周りを回る高温のガスを観測できる。宇宙の激しい現象のいくつかは、電波でこそ観測できるのである。

### 設置に適した条件
電波望遠鏡の設置場所は、人間の生活によって生じる電波ノイズが少ない場所が適している。また、波長の短い電波は大気中の酸素や水蒸気によって吸収されるため、大気が薄く乾燥している高山地帯の方が観測可能な波長の範囲を大きくできる。
そしてなるべく低緯度にある方が地平線に隠れる天体が少ないため、多くの種類の天体を観測できる。

## 原理
望遠鏡の分解能の限界は望遠鏡の口径に比例し、観測波長に反比例する。電波の波長は可視光線の波長の一万倍以上であるから、電波望遠鏡の分解能は光学望遠鏡と比較するとはるかに悪い。
このため開口合成を用いて、複数の電波望遠鏡を1つの大きな望遠鏡に合成して用いている。
電波望遠鏡間の距離(基線)の長さが長くなるほど分解能が上がることから、別の大陸の電波望遠鏡と同時に同一天体を観測するVLBI(Very Long Baseline Interferometery：超長基線電波干渉法)を利用することで、非常に高分解能な観測を実施している。
また、地球上にとどまらず電波望遠鏡を地球周回軌道へ打ち上げることでさらに基線を延長するスペースVLBIと呼ばれる技術がある。VSOP計画(VLBI Space Observatory Programme)などが挙げられる。
天体の観測とは逆に、ある天体からの電波の到達時間の差から基線の長さを決定することも可能である。これにより基線の長さの変化を測定することで、より高度な測量が可能となる。これにより、プレートテクトニクスによる大陸の移動の様子など、地殻の変化を知ることができる。
近年では、元々の原理であるレーダーとしての機能を利用して、鉄やニッケルなどの磁性金属を主成分とするM型小惑星の形状観測も行われている（クレオパトラ (小惑星)参照）。

## 歴史
世界で最初に宇宙からやってくる電波の存在に気付いたのは、天文学者ではなく、ベル研究所でレーダーや無線通信の研究をしていた技術者カール・ジャンスキーである。ジャンスキーは、無線通信時に紛れ込むノイズの原因となる雷などの空電現象を研究していたが、1932年、雷以外にも宇宙から電波がやって来ているのに気付いた。この電波は、天の川の中心から放射されていた。この発見から、電波天文学が始まった。
ジャンスキーの用いたアンテナは結果的に世界初の電波望遠鏡となったが、はじめから地球外電波を検出する目的で作成された世界で最初の電波望遠鏡は、このジャンスキーの論文に興味を抱いたグロート・レーバーによって1940年に自宅の庭に作られた口径9.5mのものである。

## 主要な電波望遠鏡
世界最大の電波望遠鏡は、中華人民共和国貴州省で2020年に完成した500メートル球面電波望遠鏡「天眼」で、ガンマ線やエックス線を高い感度でとらえる能力を持つ。2016年9月に一部稼働を開始していた。それまではプエルトリコにあるアレシボ天文台（英語版en:Arecibo Observatory）の直径は305mのものが最大であった。
日本では宇宙航空研究開発機構（JAXA）臼田宇宙空間観測所にある直径64mのものが最大である。ただしこのアンテナは衛星通信にも使われるものである。電波観測専用のものとしては、国立天文台野辺山宇宙電波観測所の直径45mのものが最大である。
また、現在日本、アメリカ、ヨーロッパの共同プロジェクトとして80台の電波望遠鏡によって構成されるアタカマ大型ミリ波サブミリ波干渉計 (ALMA:Atacama Large Millimeter/submillimeter Array) の建設計画が進められている。このプロジェクトは2012年からの運用を目標としている。